# Colt Officer's ACP
O Colt Officer's Model (popularmente conhecido como Colt Officer's ACP) é uma pistola de ação simples, semiautomática, alimentada por carregador e operada por recuo, baseada na M1911. Foi introduzido em 1985 como uma resposta da Colt's Manufacturing Company a inúmeras empresas que fabricavam versões menores da pistola M1911.

## History
Em 1975, a Rock Island Arsenal desenvolveu uma pistola M1911 compacta que chamou de "General Officer's Model Pistol" para distribuição aos generais do Exército e da Força Aérea das Forças Armadas dos EUA, mas a pistola não estava disponível para venda ao público geral. No ano seguinte, Pat Yates, da empresa Detonics, lançou seu modelo compacto "Combat Master", um M1911 reduzido, com cano de 3,5 polegadas (8,8 cm) e estrutura de empunhadura mais curta. Vendo a popularidade dessas pistolas compactas, outros armeiros e empresas de armas começaram a oferecer conversões semelhantes das M1911s dos clientes.

## Colt Officer's ACP e a Officer's ACP Leve
Em 1985, vendo o sucesso de outras empresas na área, a Colt desenvolveu sua própria versão compacta e a chamou de "Colt Officer's ACP". No ano seguinte, a empresa introduziu uma versão mais leve com uma estrutura de alumínio, conhecida como Lightweight Officer's ACP, que pesava 10 onças (283g) a menos (24 onças total, 680 gramas).
As principais diferenças da Officer's ACP em relação a uma M1911 de tamanho normal são carregadores de 6 cartuchos e não de 7 cartuchos, comprimento total de 7 1/8 polegadas (18 cm) e não de 8 1/2 polegadas (21.5 cm), a altura de 5 1/8 polegadas (13 cm) e não de 5 1/2 polegadas (13.9 cm), 34 onças (963 gramas) e não de 39 onças (1105 gramas), e o mais característico é o cano de 3 1/2 polegadas (8.8 cm) e não de 5 polegadas (12,7 cm).
Um exemplo de avaliação testado pela Equipe Técnica da National Rifle Association disparou 300 tiros com dificuldades mínimas. Eles relataram duas falhas de alimentação com balas de canto-vivo e uma com balas "hardball" (gíria americana para um projétil encamisado em .45 ACP). No geral, a análise elogia seus detalhes de design e seu tamanho pequeno. Quando a Colt lançou a linha de 1991 (uma versão parkerizada da 1911 com a segurança do percussor da série 80), ela incluía uma pistola das mesmas dimensões da ACP do oficial.
Os exemplos de produção produzidos pela Colt não corresponderam às expectativas do mercado. Uma característica incontornável de seu tamanho compacto, a pistola da Colt recebeu críticas por ser exigente com munição e pelo forte recuo do cano curto. Frank James, um especialista e crítico de armas de fogo, escreveu que a velocidade reduzida devido ao cano mais curto faz com que o desempenho do cartucho seja inferior ao ideal e um risco se usado em uma situação defensiva, que normalmente era o sentido das pistolas mais compactas.

A pistola teria a sua precisão e fiabilidade melhorada por meio de modificações após o lançamento, como a substituição de partes do cano original por uma peça de reposição, assim como o afiamento criterioso do martelo e da trava dos vários modelos. Além do gatilho, modificações mais sofisticadas incluem também a substituição do martelo e da trava de estoque por componentes leves, a instalação de um conjunto de molas de alta qualidade e o chanfro do interior da porta de ejeção.

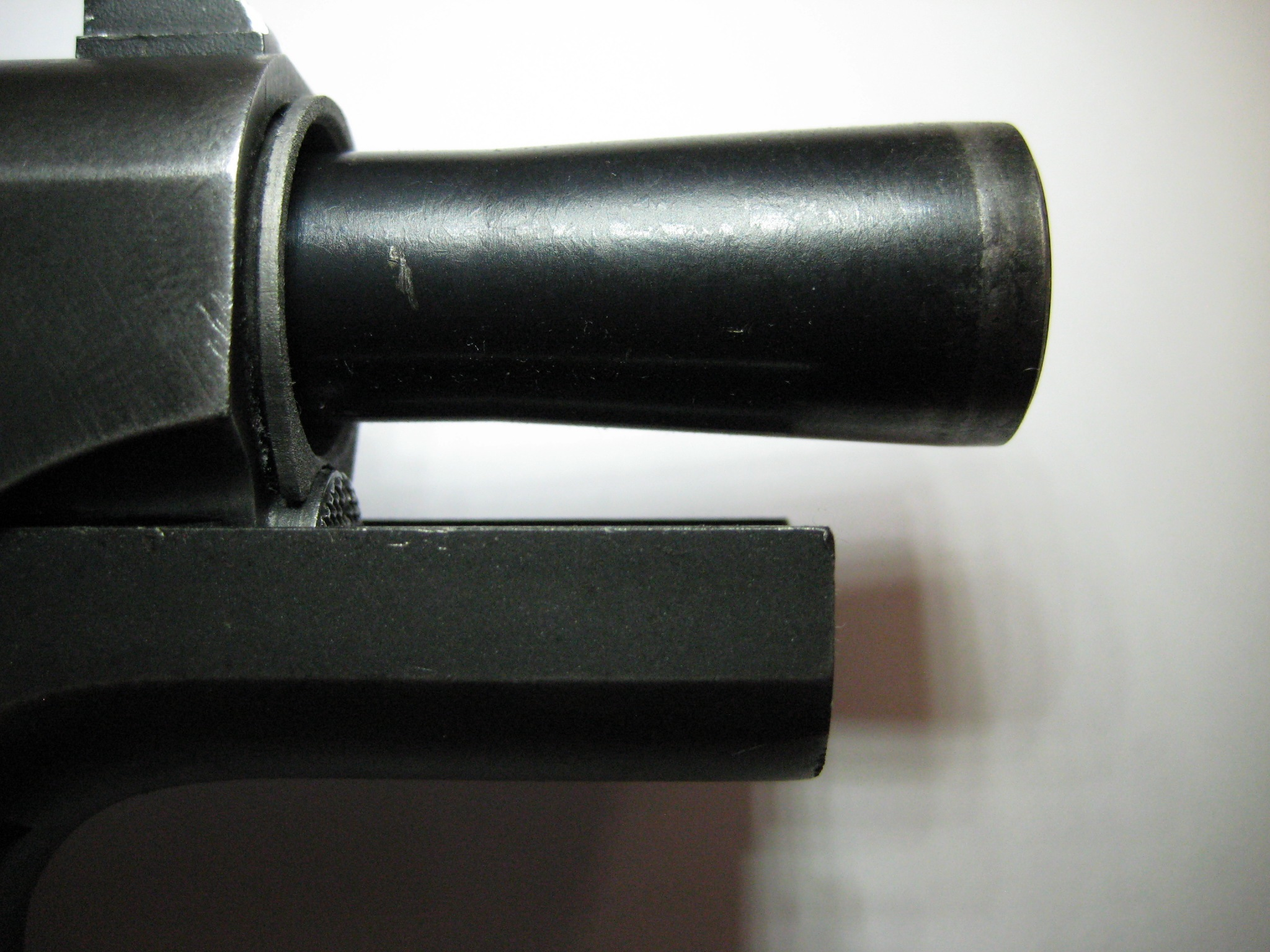
Cano compacto de uma Colt M1991A1
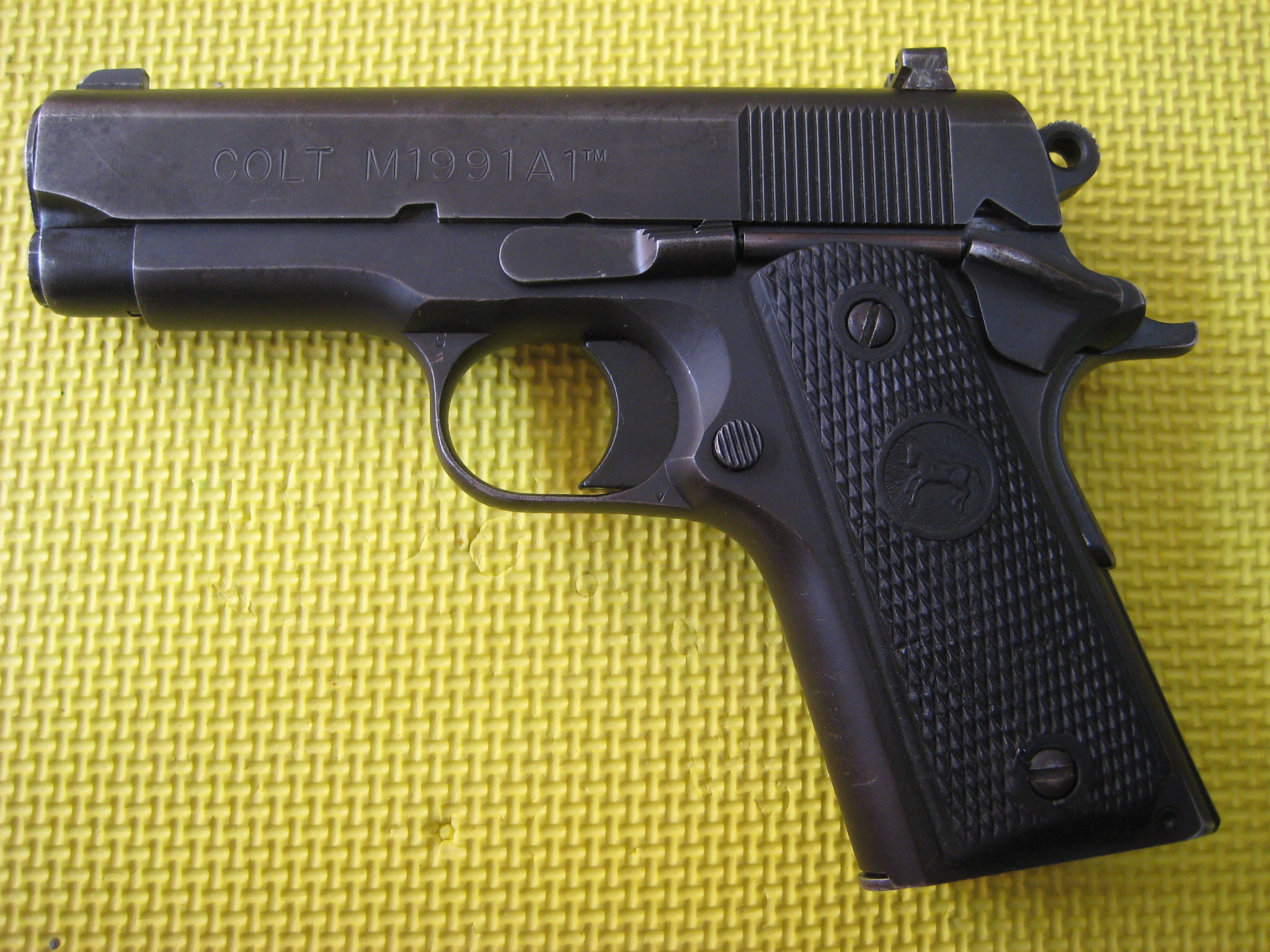
Pistola compacta "Old Rollmark Model" M1991A1 da Colt

## Modelo "Concealed Carry Officers"
Uma variação hibrida com um cano com slide do comprimento de uma Colt Commander e armação de liga de alumínio do Officer's Model. O uso do slide Commander de 4,25" (10,7 centímetros) de comprimento aumenta a confiabilidade, ao mesmo tempo em que mantém o perfil de empunhadura pequeno e a estrutura leve do modelo. Estas variantes modificadas são produzidas por vários fabricantes de M1911.
- Alchemy Custom Prime Compact (anteriormente Brimstone)
- Colt Wiley Clapp CCO (linha fina quadriculada pelo armeiro Pete Single)
- Dan Wesson Pointman Carry
- Dan Wesson Vigil CCO
- Fusion Freedom CCO
- Les Baer Stinger
- Nighthawk War Hawk CCO e T3 CCO

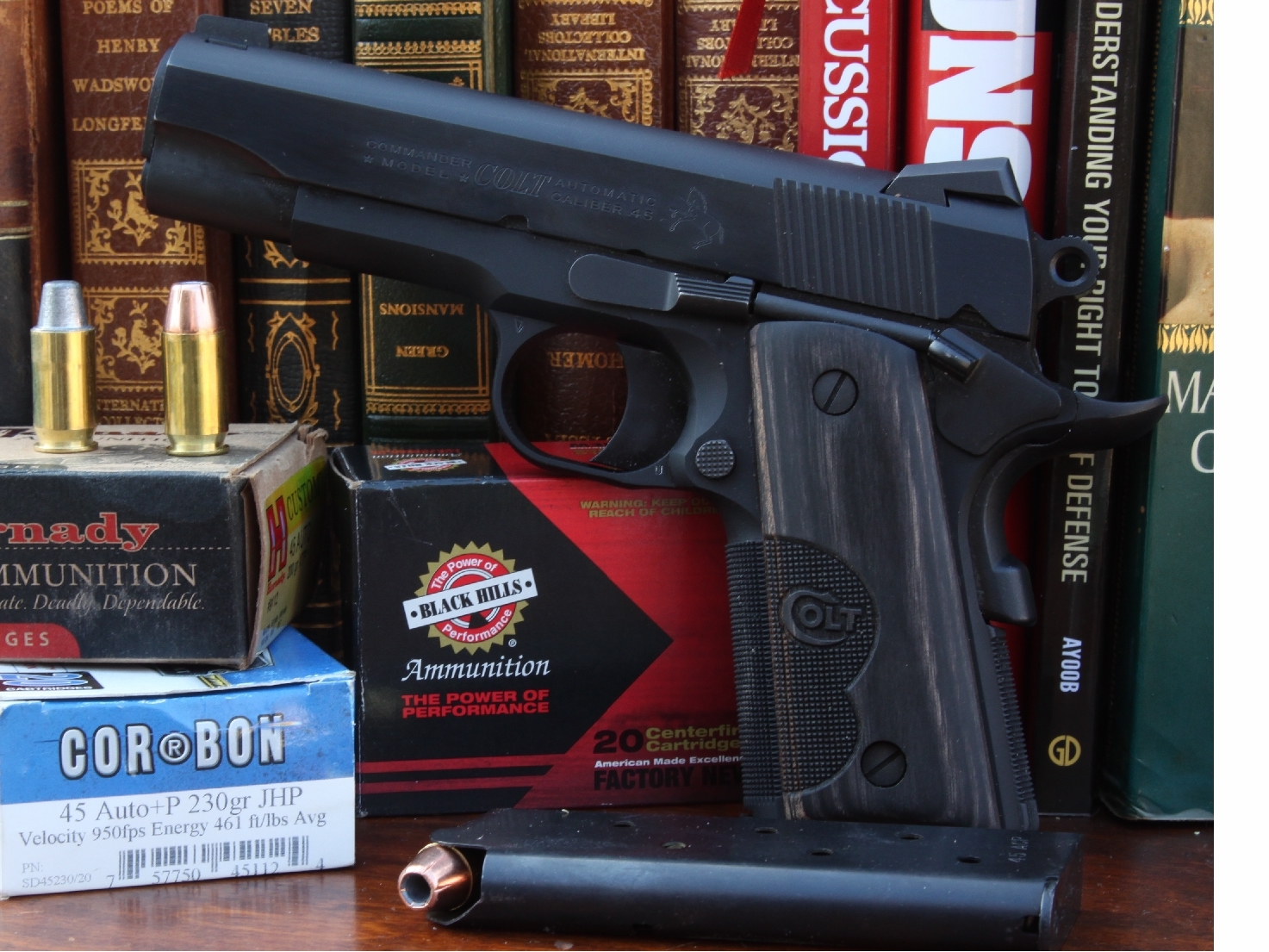
Officers Model de porte oculto Talo/Wiley Clap